# Amphisbaena fuliginosa
Espèce
Synonymes
- Amphisbaena vulgaris Laurenti, 1768
- Amphisbaena magnifica Laurenti, 1768
- Amphisbaena flava Laurenti, 1768
- Amphisbaena americana Gray, 1844

Amphisbaena fuliginosa est une espèce d'amphisbènes de la famille des Amphisbaenidae.

## Répartition
Cette espèce se rencontre en Colombie, au Venezuela, à la Trinité, au Guyana, au Suriname et en Guyane.  

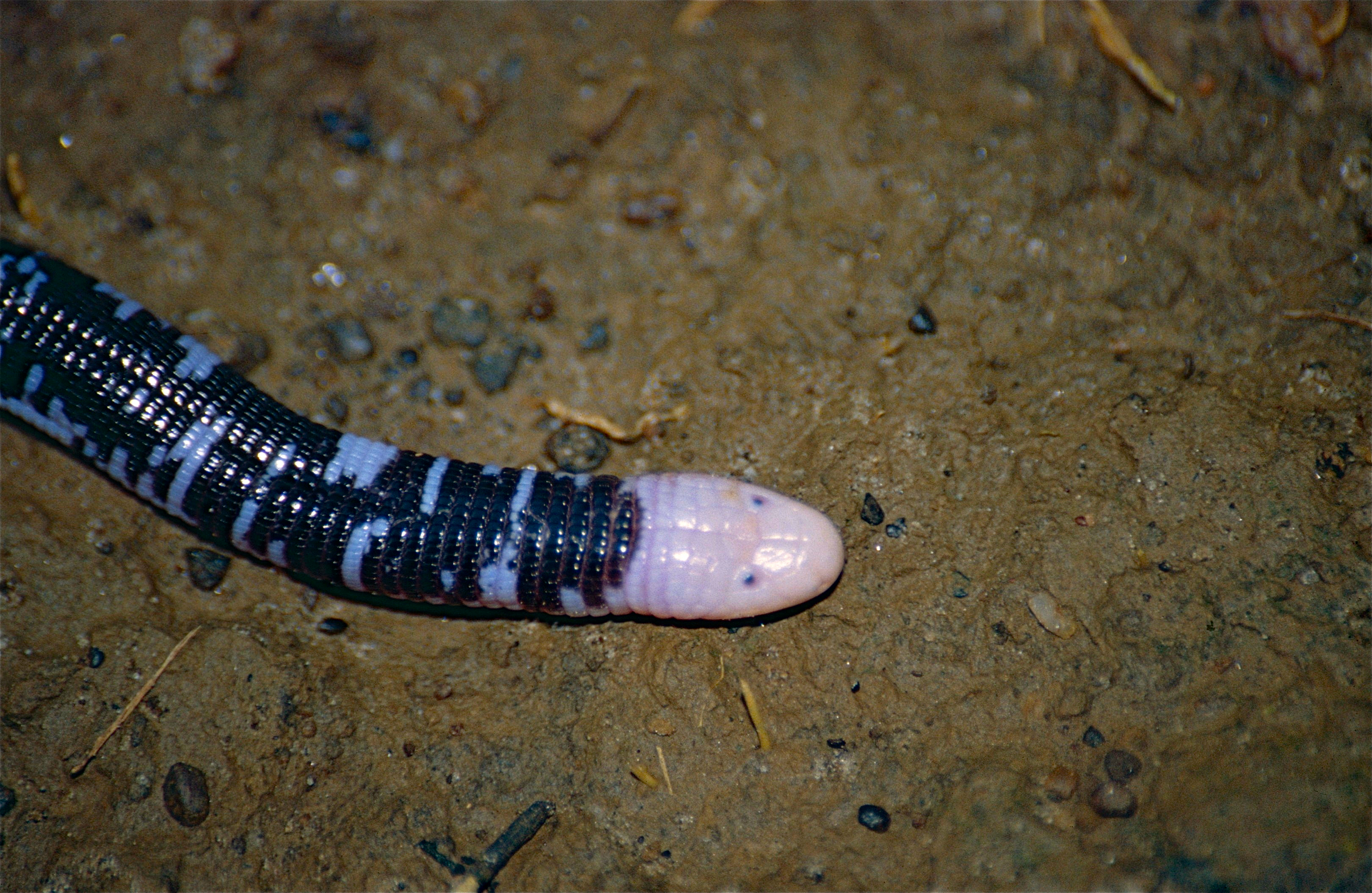

## Publication originale
- Linnaeus, 1758 : Systema naturae per regna tria naturae, secundum classes, ordines, genera, species, cum characteribus, differentiis, synonymis, locis, ed. 10 (texte intégral).